# Championnat du monde de vitesse moto 1996
Navigation
Édition précédente Édition suivante
Le Championnat du monde de vitesse moto 1996 est la 48e saison de vitesse moto organisée par la FIM.
Ce championnat comporte quinze courses de Grand Prix, pour trois catégories : 500 cm3, 250 cm3 et 125 cm3.

## Attribution des points
Les points du championnat sont attribués aux quinze premiers de chaque course :
| Classement | 1  | 2  | 3  | 4  | 5  | 6  | 7 | 8 | 9 | 10 | 11 | 12 | 13 | 14 | 15 |
| ---------- | -- | -- | -- | -- | -- | -- | - | - | - | -- | -- | -- | -- | -- | -- |
| Points     | 25 | 20 | 16 | 13 | 11 | 10 | 9 | 8 | 7 | 6  | 5  | 4  | 3  | 2  | 1  |

## Grand Prix de la saison
| N° | Course                           | Lieu           | Vainqueur 125 cm³ | Vainqueur 250 cm³ | Vainqueur 500 cm³ | Résultat |
| -- | -------------------------------- | -------------- | ----------------- | ----------------- | ----------------- | -------- |
| 1  | Grand Prix de Malaisie           | Shah Alam      | Stefano Perugini  | Max Biaggi        | Luca Cadalora     | Résultat |
| 2  | Grand Prix d'Indonésie           | Sentul         | Masaki Tokudome   | Tetsuya Harada    | Michael Doohan    | Résultat |
| 3  | Grand Prix du Japon              | Suzuka         | Masaki Tokudome   | Max Biaggi        | Norifumi Abe      | Résultat |
| 4  | Grand Prix d'Espagne             | Jerez          | Haruchika Aoki    | Max Biaggi        | Michael Doohan    | Résultat |
| 5  | Grand Prix d'Italie              | Mugello        | Peter Öttl        | Max Biaggi        | Michael Doohan    | Résultat |
| 6  | Grand Prix de France             | Paul Ricard    | Stefano Perugini  | Max Biaggi        | Michael Doohan    | Résultat |
| 7  | Grand Prix des Pays-Bas          | Assen          | Emilio Alzamora   | Ralf Waldmann     | Michael Doohan    | Résultat |
| 8  | Grand Prix d'Allemagne           | Nürburgring    | Masaki Tokudome   | Ralf Waldmann     | Luca Cadalora     | Résultat |
| 9  | Grand Prix de Grande-Bretagne    | Donington      | Stefano Perugini  | Max Biaggi        | Michael Doohan    | Résultat |
| 10 | Grand Prix d'Autriche            | Zeltweg        | Ivan Goi          | Ralf Waldmann     | Àlex Crivillé     | Résultat |
| 11 | Grand Prix de République tchèque | Brno           | Valentino Rossi   | Max Biaggi        | Àlex Crivillé     | Résultat |
| 12 | Grand Prix d'Imola               | Imola          | Masaki Tokudome   | Ralf Waldmann     | Michael Doohan    | Résultat |
| 13 | Grand Prix de Catalogne          | Catalunya      | Tomomi Manako     | Max Biaggi        | Carlos Checa      | Résultat |
| 14 | Grand Prix de Rio de Janeiro     | Rio de Janeiro | Haruchika Aoki    | Olivier Jacque    | Michael Doohan    | Résultat |
| 15 | Grand Prix d'Australie           | Eastern Creek  | Garry McCoy       | Max Biaggi        | Loris Capirossi   | Résultat |

## Résultats de la saison

### Championnat 1996 catégorie 500 cm³
| Clas. | Pilote            | N° | Pays       | Constructeur        | Points | Victoires |
| ----- | ----------------- | -- | ---------- | ------------------- | ------ | --------- |
| 1     | Michael Doohan    | 1  | Australie  | Repsol-Honda        | 309    | 8         |
| 2     | Álex Crivillé     | 4  | Espagne    | Repsol-Honda        | 245    | 2         |
| 3     | Luca Cadalora     | 3  | Italie     | Kanemoto-Honda      | 168    | 2         |
| 4     | Alex Barros       | 7  | Brésil     | Pileri-Honda        | 158    | 0         |
| 5     | Norifumi Abe      | 9  | Japon      | Marlboro-Yamaha     | 148    | 1         |
| 6     | Scott Russell     | 11 | États-Unis | Lucky Strike-Suzuki | 133    | 0         |
| 7     | Tadayuki Okada    | 6  | Japon      | Repsol-Honda        | 132    | 0         |
| 8     | Carlos Checa      | 24 | Espagne    | Fortuna-Honda       | 124    | 1         |
| 9     | Jean-Michel Bayle | 12 | France     | Marlboro-Yamaha     | 110    | 0         |
| 10    | Loris Capirossi   | 65 | Italie     | Marlboro-Yamaha     | 98     | 1         |

### Championnat 1996 catégorie 250 cm³
| Clas. | Pilote               | N° | Pays      | Constructeur | Points | Victoires |
| ----- | -------------------- | -- | --------- | ------------ | ------ | --------- |
| 1     | Max Biaggi           | 1  | Italie    | Aprilia      | 274    | 9         |
| 2     | Ralf Waldmann        | 3  | Allemagne | Honda        | 268    | 4         |
| 3     | Olivier Jacque       | 19 | France    | Honda        | 193    | 1         |
| 4     | Jürgen Fuchs         |    | Allemagne | Honda        | 174    | 0         |
| 5     | Tohru Ukawa          |    | Japon     | Honda        | 142    | 0         |
| 6     | Luis d'Antin         | 7  | Espagne   | Honda        | 138    | 0         |
| 7     | Nobuatsu Aoki        | 6  | Japon     | Honda        | 105    | 0         |
| 8     | Tetsuya Harada       | 2  | Japon     | Yamaha       | 104    | 1         |
| 9     | Jean-Philippe Ruggia | 5  | France    | Honda        | 91     | 0         |
| 10    | Luca Boscoscuro      |    | Italie    | Aprilia      | 62     | 0         |

### Championnat 1996 catégorie 125 cm³
| Clas. | Pilote           | N° | Pays    | Constructeur | Points | Victoires |
| ----- | ---------------- | -- | ------- | ------------ | ------ | --------- |
| 1     | Haruchika Aoki   | 1  | Japon   | Honda        | 220    | 2         |
| 2     | Masaki Tokudome  | 7  | Japon   | Aprilia      | 193    | 4         |
| 3     | Tomomi Manako    | 8  | Japon   | Honda        | 167    | 1         |
| 4     | Emilio Alzamora  | 3  | Espagne | Honda        | 158    | 1         |
| 5     | Jorge Martínez   |    | Espagne | Aprilia      | 131    | 0         |
| 6     | Stefano Perugini | 6  | Italie  | Aprilia      | 128    | 3         |
| 7     | Noboru Ueda      |    | Japon   | Honda        | 126    | 1         |
| 8     | Kazuto Sakata    | 2  | Japon   | Aprilia      | 113    | 0         |
| 9     | Valentino Rossi  | 46 | Italie  | Aprilia      | 111    | 1         |
| 10    | Ivan Goi         |    | Italie  | Honda        | 110    | 1         |